# Dome La Muerte
Dome La Muerte, pseudonimo di Domenico Petrosino (Pisa, 18 maggio 1958), è un chitarrista, cantautore e disc jockey italiano.
È uno dei maggiori rappresentanti del movimento punk hardcore italiano degli anni 80.

## Biografia

### Infanzia e prime band
Chitarrista autodidatta, entra a 17 anni negli Upper Jaw Mask, band rock-funky-blues fondata da Jim Plumbago (alias di Giancarlo Bianco) che nel 1975 aveva fondato anche l'etichetta Cessofonia Records, con cui registra un 45 giri.

### 1979-1983: Dai CCM ai Not Moving
Dagli Upper Jaw Mask, nel 1979 nascono i Cheetah Chrome Motherfuckers, che nella loro prima formazione vedevano Domenico Petrosino alla chitarra con lo pseudonimo di Dome, oltreché Antonio Cecchi al basso, Alessandro Fantinato alla batteria e Syd Migx alla voce, divenendo negli anni successivi una delle band di punta della prima ondata di Italian Hardcore e protagonisti della scena del Granducato Hardcore. Nel 1981 pubblicarono il loro prima EP su 7" intitolato 400 Fascists (EP 7", Cessofonya Records). Nel 1983 pubblicano le cassette autoprodotte: Sfregio Permanente / Permanent Scare era uno split-tape era condiviso con I Refuse It! mentre (We Are The) Juvenile Delinquency era un demotape. Tra le cassette di questo primo periodo va poi menzionata Last White Christmas. Pubblicato dall'etichetta statunitense BCT - Bad Compilation Tapes di Chris Chacon, il nastro documentava l'omonimo raduno del 4 dicembre 1983 organizzato dal GDHC, in cui era presente la gran parte delle band della scena toscana. In questi anni molti furono i tour in Italia ed in Europa.
Alla fine di un concerto tenutosi a Piacenza, viene avvicinato dai Not Moving rimasti orfani del proprio chitarrista e gli chiedono di entrare con loro. Dopo un po' di titubanza relativa anche alla distanza Pisa-Piacenza, accetta anche perché alla ricerca di nuove sonorità. Nel 1984 alla vigilia del tour americano dei CCM, dopo la registrazione dell'EP Furious Party (7", Belfagor Records, 1985) e dopo un anno in cui suonava con due gruppi contemporaneamente, Dome lascia il gruppo pisano per dedicarsi unicamente ai Not Moving. È in questo periodo che nasce lo pseudonimo Dome La Muerte che userà in ambito artistico da lì in avanti.

### 1984-1996: Dome La Muerte ed i Not Moving
Se l'arrivo di Dome La Muerte diede ai Not Moving la forma compiuta al suono che verrà, fu con il primo 7" Movin' Over (Electric Eye Records) del 1983 che il suono della nuova formazione trova concretezza. Tra i concerti che seguirono l'EP vi furono l'apertura al concerto dei Clash del 28 febbraio 1984 presso il Palalido di Milano, il concerto del 20 giugno 1984 al Loft di Berlino con Litfiba, Pankow e Monuments in una serata dedicata al rock italiano e poi in novembre il minitour di tre date al fianco di Johnny Thunders (ex New York Dolls).
Sempre nel 1984 l'agenzia di management e concerti Zeta music che aveva nella sua scuderia anche i Not Moving, organizzò il tour italiano di Nico, che in precedenza era stata una figura centrale nei Velvet Underground. A causa di un disguido tecnico Nico arrivò in Italia con 10 giorni d'anticipo e rimase ospite nella casa di Dome allacciando così un rapporto d'amicizia che anni dopo verrà raccontato nel film Nico, 1988 di Susanna Nicchiarelli, con un Domenico Petrosino (nel film viene usato il nome di battesimo) interpretato da Thomas Trabacchi.
Fu del 1985 l'EP Black'n'Wild pubblicato su 12" dalla fiorentina Spittle Records nel 1985, al quale seguì l'album Sinnermen (Spittle Records, 1986), entrambi con la produzione artistica di Federico Guglielmi. E poi ancora l'EP Jesus Loves His Children (Spittle Records, 1987), Flash On You (Electric Eye Records, 1988).
Dopo la scissione interna ai Not Moving avvenuta nel 1989, rimane nella band dove pubblicherà gli ultimi due album Song of Myself (con molti ospiti fra cui Giovanni Lindo Ferretti  dei CCCP e il poeta cheyenne Lance Henson) e Homecomings, entrambi vicini alla causa pellerossa, tematica a lui molto cara che riprenderà anche in progetti successivi. Uno dei concerti di Homecomings fu trasmesso da Videomusic. Con la nuova formazione suona di spalla a Nick Cave and the Bad Seeds nelle date di Roma e Milano. Con i Not Moving, insieme a Lance Henson, apre il concerto di John Trudell, cantautore e attore americano di origine Dakota.
Nel 1996 scioglie definitivamente i Not Moving.

### 1996-2005: Tra Hush ed MGZ
Verso ala metà degli anni 90 Dome La Muerte iniziò a lavorare come Dj residenti nel disco-pub Baraonda di Massa, luogo importante per l'attività concertistica toscana e punto di ritrovo dei rocker della costa toscana. Nel frattempo Dome La Muerte aveva iniziato a collaborare con il progetto di teatro-cabaret techno/synth pop MGZ creato anni prima dall'ex-F:A.R. Mauro Guazzotti. Nel 1995 aveva suonato nell'album Cambio Vita (Wide Records), partecipando anche ai suoi tour da cui nacquero i video che andranno a formare Abracadabra - Il Videofilm a nome di MGZ & Le Signore. Parallelamente al lavoro con MGZ, nel 1996 fonda gli Hush, gruppo ispirato alle sonorità del grunge e precursore dello stoner, con cui inciderà un album intitolato Om (Toast Records, 1999) e aprirà un concerto dei Fleshtones.
Nel 1997 suona la chitarra per la colonna sonora del film Nirvana di Gabriele Salvatores. Nello stesso anno partecipa ad "America, America!", tributo all'americanista Fernanda Pivano, a Conegliano Veneto insieme ad Allen Ginsberg, Jay McInerney, Fabrizio De André, Francesco Guccini ed altri.

### 2006-2013: Dome La Muerte & The Diggers ed il ritorno al rock'n'roll
Nel 2006 a seguito dell'uscita di Live in the 80's si riunisce ai Not Moving per un tour dove faranno anche da spalla a Iggy Pop. Alla fine di quell'anno torna al rock'n'roll e al punk col progetto Dome La Muerte & The Diggers, che ad oggi è il suo progetto più longevo. Nel primo album, fra gli ospiti, Rudi Protrudi dei Fuzztones. Il secondo album, Diggersonz, proprio per recuperare al massimo le radici rock'n'roll, viene registrato interamente in analogico da Jorge “Dr. Explosion” Muñoz-Cobo Gonzalez all'Estudios Circo Perrotti di Gijón in Spagna, studio famoso in tutta Europa per le produzioni rock'n'roll, ospitando band come The Chesterfield Kings e The Cynics.
Nel 2011 realizza il suo primo disco solo a nome proprio Poems for renegades, dove ribadisce il suo amore per il west e la musica degli spaghetti western. Nell'album, quasi interamente acustico, sono presenti due brani con testi di Lance Henson e molti ospiti fra cui Maurizio Curadi degli Steeplejack.
Nel 2012 inizia un progetto live, ancora attivo, in coppia con la cantante italo-greca Marina Mulopulos (ex-Almamegretta), con cui porta in giro un repertorio di cover che include brani di David Bowie, Velvet Underground, Iggy Pop, Judy Henske, Janis Joplin e tanti altri.

### 2014-2017: Gli Avvoltoi, Lupe Velez ed Ashvin
Interpreta il personaggio di un becchino rock'n'roll nella commedia Sogni di gloria di John Snellinberg, uscita nelle sale nel 2014. Due brani dei Dome La Muerte & The Diggers vengono inoltre inseriti nella colonna sonora del film.
Nel 2014 si unisce agli Avvoltoi, storica band italiana con cui inciderà un disco e un live.
Nel 2015 suona stabilmente anche con i Lupe Velez, prima progetto solista di Stefano Ilari, punk rocker livornese, poi stabile band, con cui incide il primo ep Mystic Man.
Nel 2016 forma il duo Ashvin con Tony Vallini producendo il CD psy-trance Brothers and Sisters.

### 2017-in poi: Dome La Muerte EXP e Not Moving LTD
Nel 2017 mette su un ulteriore progetto Dome La Muerte EXP. Qui la musica è uno strumentale western-psichedelico, legato alle colonne sonore dei cosiddetti film di serie B.
Nel 2018 si riunisce di nuovo ai Not Moving che, sostituiti basso e tastiere con una seconda chitarra, si rinominano Not Moving LTD. Partiti per fare dieci concerti, ne faranno trenta in otto mesi e faranno uscire un 45 giri. Attualmente sta lavorando con loro per l'uscita di un nuovo album.
Il 25 novembre 2020 rilascia un'intervista a Rolling Stone dove annuncia di trovarsi in difficoltà a seguito dell'interruzione dei concerti in Italia a causa del covid, e intende quindi richiedere il beneficio della Legge Bacchelli. Per sostenere questa causa è stata lanciata una sottoscrizione su Change.org dove sono state raccolte oltre 5000 firme.
Il 3 dicembre 2020 viene pubblicata la sua autobiografia Dalla parte del torto. Una storia hippie punk e rave, scritta a quattro mani con Pablito El Drito, edita da Agenzia X.

## Discografia

### Solista
- 2011 - Poems for Renegades (CD, Japanapart Records)

### Con gli Upper Jaw Mask
- 1978 - Whiskers-Zak-Zero (7", Cessofonya Records)

### Con i Cheetah Chrome Motherfuckers
Album
- 1983 - (We'Re The) Juvenile Delinquency (Cassetta, autoproduzione)
- 1995 - Right to Be Italian (Cassetta, E.U. '91 Produzioni, Provincia Attiva)
- 2017 - The Furious Era 1979-1987 (Doppio LP, Area Pirata Records, Pisa)

EP e 7"
- 1981 - 400 Fascists (7" EP, Cessofonya Records)
- 1985 - Furious Party (7" EP, Belfagor Records)

### Con i Not Moving
Album
- 1986 – Sinnermen
- 1988 – Flash on You
- 1995 – Homecomings
- 2005 – Live in 80's
- 2007 - Wild Sound From The Past Dimension (LP Compilation, Go Down Records)
- 2011 – Light/Dark: Singles And Eps, 1982-1987
- 2021 – Live In The Eighties

Singoli ed EP
- 1983 – Movin' Over
- 1985 – Black'n'Wild
- 1987 – Jesus Loves his Children
- 1989 – Song of Myself
- 2003 – Land of Nothing

### Con gli Hush
- 1999 - Om (CD, Toast Records)

### Come Dome La Muerte & The Diggers
Album
- 2007 - Dome La Muerte and the Diggers (CD, Go Down Records)
- 2010 - Diggersonz (LP, Go Down Records/Area Pirata)
- 2013 - Supersadobabi (LP, Go Down Records)

Singoli ed EP
- 2007 - Sorry, I'm a Digger (7", Area Pirata)
- 2010 - Bored 'n' Lazy (7", Area Pirata)
- 2013 - If You Fight (7", Surfin' Ki Records/Go Down Records)

### Con Gli Avvoltoi
- 2014 - Amagama (LP, Go Down Records)
- 2014 - Il nostro è solo un mondo beat - 25º Anniversario - Live At Sidro (LP, Go Down Records)
- 2019 - Questo gioco rende eroi (CD Compilation, Altini)

### Con i Lupe Velez
- 2015 - Mystic man (CD EP, Area Pirata)

### Con gli Ashvin
- 2016 - Brothers and Sisters (CD, Veleno Music)

### Come Dome La Muerte E.X.P.
- 2017 - Lazy Sunny Day (LP, Go Down Records, Cinedelic Records)
- 2023 - El Santo (LP, Go Down Records)

### Con i Not Moving LTD
- 2019 - Lady Wine (7", Area Pirata)
- 2022 - Love Beat (LP, Area Pirata)

### Con gli Emis
- 2023 - Sopra la luna (CD, Arroyo)

### Con i Peki D'Oslo
- 2023 - Peki D'Oslo (CD, Contempo Records)

### Partecipazioni in progetti di altri
- 1988 - The Ravings - Anti-Nature Will
- 1989 - The Unlimited - The Unlimited
- 1989 - Wilderness - Underground
- 1995 - MGZ - Cambio Vita
- 1997 - Mauro Pagani / Federico De Robertis  - Nirvana (colonna sonora)
- 2000 - MGZ & Le Signore - Karakiri
- 2005 - Spina Nel Fianco - Sulla Cattiva Strada
- 2008 - David Petrosino - Slices
- 2010 - The Headbangers - Hate Song (7")
- 2018 - Lupe Velez - Weird tales
- 2018 - Gualty - Transistor
- 2024 - Fabio Meini - Streghe [24]

## Pubblicazioni
- Dome La Muerte e Pablito El Drito, Dalla parte del torto. Una storia hippie punk e rave, Milano, Agenzia X, 2020.

## Filmografia
- 2014 - Sogni di gloria di John Snellinberg
- 2015 - Italian Punk Hardcore 1980-1989: Il film di Bitonto, Senesi, Sivilia - LoveHate80, F.O.A.D. Records